# Macizo de Tierra Nueva
El macizo de Tierra Nueva es una cadena  montañosa ubicada en el Norte de Haití. Se eleva en parte sobre el departamento del Noroeste y sobre el de Artibonito. La altitud varía entre 500 a 600 metros de media con numerosas cumbres que sobrepasan los 1 000 metros de altitud. Constituye la prolongación occidental de la cordillera Central que atraviesa la República Dominicana.

## Geografía
El macizo de Tierra Nueva es un anticlinal constituido por una sucesión de pliegues de varios kilómetros cuyo aspecto general da esta forma de anticlinal. El macizo de Tierra Nueva tiene una orientación noroeste sudeste. Está limitado al norte por la llanura de los Mosquitos, al sur por la llanura del Árbol, al oeste por las mesetas de Môle Saint-Nicolas y de Bombardopolis, bordeadas por las terrazas bajas de la bahía de Henne y recortadas en su parte norte por la pequeña llanura de Jean Rabel. La vertiente septentrional da al  departamento del Noroeste mientras que la vertiente méridional da sobre el departamento del Artibonite. Esta región montañosa posee yacimientos d cobre y oro que han sido explotados por compañías mineras.
El macizo de Tierra Nueva tiene una altitud media de 600 metros con numerosas cumbres que sobrepasan los 1 000 metros de altitud, como el monte Rojo 1 093 metros; la mayoría se encuentran en torno a la ciudad de Tierra Nueva.
Sus principales cursos de agua son el río Mosquitos que se fluyen hacia el norte, a través de la llanura de los Mosquitos y el río Frío que  fluye hacia el sur y el golfo de la Guanaba.